# Always on My Mind
 (décembre 2021).
Si vous disposez d'ouvrages ou d'articles de référence ou si vous connaissez des sites web de qualité traitant du thème abordé ici, merci de compléter l'article en donnant les références utiles à sa vérifiabilité et en les liant à la section « Notes et références ».
Always on My Mind est une chanson américaine originellement interprétée par Brenda Lee en 1972. Elle a d'abord été proposée à Elvis Presley qui l'a refusée, avant de se rétracter. Elle a été composée par Johnny Christopher, Mark James et Wayne Carson. Cette chanson a été reprise de très nombreuses fois par des chanteurs de nationalités et de styles musicaux très différents. C'est cependant Elvis Presley qui fera connaître cette chanson dans le monde entier.
Always on My Mind a reçu le Grammy Award de la chanson de l'année en 1982 dans sa version interprétée par Willie Nelson, qui remporte également le Grammy Award de la meilleure chanson country tandis que Willie Nelson est sacré meilleur chanteur country.
En 2008, cette même version reçoit le Grammy Hall of Fame Award.
AllMusic répertorie plus de 300 versions enregistrées de la chanson dans des versions de dizaines d'interprètes. Alors que la version de Brenda Lee a atteint le numéro 45 du classement country américain en 1972, d'autres artistes ont atteint le Top 20 des charts country et/ou pop aux États-Unis et ailleurs avec leurs propres versions : Elvis Presley (1972, country américaine ; Top Ten pop britannique) ; John Wesley Ryles (1979, country américaine) ; la version primée aux Grammy Awards de Willie Nelson (1982, country numéro un aux États-Unis et au Canada; Top Ten pop américain et canadien) ; et l'interprétation hi-NRG/synth-pop du groupe britannique Pet Shop Boys en 1987 (numéro un au Royaume-Uni ; Top Ten aux États-Unis).

## Version interprétée par Elvis Presley
Elvis Presley a enregistré Always on My Mind le 29 mars 1972, quelques semaines après s'être séparé de sa femme Priscilla. La chanson rencontra le succès et fut appréciée par la critique ; elle est considérée comme l'une des chansons les plus marquantes du répertoire de Presley des années 1970. La chanson est sortie comme face B du single Separate Ways, certifié disque d'or par la Recording Industry Association of America (RIAA) pour des ventes supérieures à un million d'unités. Elle a été répertoriée comme une double face A, atteignant le numéro 16 du palmarès Hot Country Singles de Billboard en novembre 1972. Au Royaume-Uni, Always on My Mind" (en tant que face A) a atteint le Top Ten en janvier 1973. En 2013, l'enregistrement s'est classé numéro un dans un sondage mené par ITV, The Nation's Favorite Elvis Songs, juste devant de Suspicious Minds et Can't Help Falling in Love.

## Reprise par les Pet Shop Boys
En 1987, les Pet Shop Boys reprennent le titre dans une version synth-pop sur Love Me Tender, une émission spéciale télévisée sur ITV au Royaume-Uni. Commémorant le dixième anniversaire de la mort de Presley, le programme présentait divers artistes populaires de l'époque interprétant des reprises de ses chansons. La performance des Pet Shop Boys fut si bien accueillie que le duo décida d'enregistrer la chanson et de la sortir en single. Cette version hi-NRG et dance-pop est devenue le single numéro un de Noël au Royaume-Uni cette année-là - devançant Fairytale of New York des Pogues - passant quatre semaines au sommet du classement. Cette version a également atteint la quatrième place du Billboard Hot 100 américain, devenant ainsi leur cinquième et dernier top dix de ce classement.
La version Pet Shop Boys introduit une variation harmonique non présente dans la version originale. Dans l'original, la phrase finale « always on my mind » est chantée sur une cadence IV-V7-I (C-D7-G). Les Pet Shop Boys étendent cette cadence en ajoutant deux accords supplémentaires : C-D7-Gm7/B♭-C-G (c'est-à-dire une progression de IV-V7-IIIb-IV-I).
En 1988, le duo remixe la chanson pour leur troisième album studio, Introspective, en la combinant avec le morceau acid house In My House. Deux autres remixes du remixeur de longue date des Pet Shop Boys, Shep Pettibone, ont été publiés sur la version promotionnelle triple vinyle américaine de l'album : Shep's Holiday Mix et Shep's House Mix. Ni l'un ni l'autre n'est apparu sur un autre format depuis.
En novembre 2004, le Daily Telegraph a placé la version au deuxième rang d'une liste des 50 meilleures versions de reprises de chansons de tous les temps. En octobre 2014, un sondage public réalisé par la BBC a vu la chanson être élue meilleure reprise de tous les temps.
En 2008, la version des Pet Shop Boys a été utilisée dans le jeu vidéo Dance Dance Revolution X, sorti sur les arcades et sur la console PlayStation 2. En 2010, la chanson a été réutilisée pour Dance Dance Revolution X2, sorti sur arcade. En 2017, la marque de luxe Burberry lance une campagne réalisée par le photographe britannique Alasdair McLellan, qui met en vedette Cara Delevingne et l'acteur britannique Matt Smith. La campagne s'ouvre avec Delevingne chantant Always on My Mind avant de passer à la reprise de la version des Pet Shop Boys.
En 2023, la version des Pet Shop Boys est reprise pour la bande originale du film Sans jamais nous connaître (All of Us Strangers), puis l'année suivante sur celle du film The Apprentice.

## Autres versions
- Willie Nelson, sur l'album Always on My Mind (1982)
- Mireille Mathieu (1982) en français sous le titre Tu n'as pas quitté mon cœur sur l'album Trois milliards de gens sur Terre et en allemand sous le titre Doch ich habe dich geliebt sur l'album Ein neuer Morgen
- James Galway, sur Wind of Change (1994)
- Chris de Burgh, sur Beautiful Dreams (1995)
- Johnny Cash avec Willie Nelson, sur VH1 Storytellers (1998)
- Peter Jöback, sur  Storybook  (2002)
- Billie Joe Spears, sur  The very best of  (2005)
- Julio Iglesias, sur Romantic Classics (2006)
- Michael Bublé, sur Call Me Irresponsible (2007)
- Roch Voisine, sur Americana (2008)
- Amanda Lear , sur Brief Encounters  (2009)
- Mary Elizabeth McGlynn, sur la bande originale de Silent Hill: Shattered Memories (2010)
- Rick Allison (2011)
- The Irrepressibles (2014)
- Shirley Bassey (2020) sur l'album I Owe It All You
- Emigrate dans l'album The Persistence Of Memory (2021), en duo avec Till Lindemann
- Dave Gahan & Soulsavers dans l'album Imposter (2021)
- Eric Clapton sur l'album Meanwhile, en duo avec Bradley Walker